# Ahmad Omar Sa'id Shaykh
Ahmad ‘Omar Sa‘id Shaykh, noto anche come Sheikh ‘Omar o Sheikh Sa‘īd (in arabo أحمد عمر سيد شيخ‎?, Ahmad ‘Umar Sa‘īd Shaykh; Londra, 23 dicembre 1973), è un terrorista britannico, che ha avuto legami con numerose organizzazioni considerate da numerosi Stati terroriste (ad es. al-Qa'ida e Harkat ul-Mujahidin).
È considerato come il responsabile del rapimento e dell'assassinio del giornalista Daniel Pearl. È d'altra parte indicato come un agente dell'ISI, i servizi segreti pakistani, in un libro di Bernard-Henri Lévy "Qui a tué Daniel Pearl?" (Grasset, 2003). È stato arrestato dalle autorità pakistane.
Il 2 novembre 2007, venne trasmessa da un programma di approfondimento di Al Jazira English, un'intervista rilasciata da Benazir Bhutto a Sir David Frost, uno dei più famosi giornalisti della BBC con quarant'anni di esperienza nell'intervistare personalità di primo piano.
Dopo soli sei minuti di conversazione il giornalista domandò ragguagli circa la lettera che Benazir Bhutto - prima di ritornare in Pakistan - aveva inviato al presidente Pervez Musharraf. Nella risposta, pochi giorni dopo essere scampata al sanguinoso attentato del 18 ottobre, Benazir Bhutto elenca i nemici indicati al presidente, e tra questi cita un ufficiale dei servizi segreti pakistani che, dice, aveva rapporti con Omar Sheikh, ossia colui che – dice la Bhutto – "ha assassinato Osama bin Laden". Frost non sembrò cogliere la sensazionale rivelazione circa l'avvenuto omicidio di bin Laden e proseguì l'intervista lasciando cadere la questione. È stato successivamente speculato (gennaio 2008) - senza possibilità di replica da parte di Benazir Bhutto, frattanto assassinata - né prese di posizione in un senso o nell'altro da parte di Frost, che la Bhutto intendesse riferirsi non già a bin Laden, citato nella risposta alla domanda precedente, ma a Daniel Pearl.

## Libri
- "Qui a tué Daniel Pearl?", Bernard-Henri Lévy. Éditions Grasset, 29 aprile 2003. (ISBN 2246650518)